# الكيت كات (فلم)
الكيت كات فيلم دراما مصري من إنتاج سنة 1991. الفيلم من تأليف وإخراج داود عبد السيد، وإنتاج حسين القلا، ومن بطولة محمود عبد العزيز، وأمينة رزق، وشريف منير، وعايدة رياض، ونجاح الموجي، وعلي حسنين. قصة الفيلم من وحي رواية مالك الحزين للروائي إبراهيم أصلان. يحتل الفيلم المركز الرابع والعشرين في قائمة أفضل مئة فيلم مصري حسب استفتاء النقاد عام 1996، كما حصل الفيلم على الجائزة الذهبية لأحسن فيلم من مهرجان دمشق السينمائي الدولي عام 1991.

## القصة
بحواري الكيت كات، يعيش الشيخ حسني (محمود عبد العزيز) مع أمه (أمينة رزق) وابنه يوسف (شريف منير) ورغم فقده لبصره ولعمله ولزوجته، إلا أنه لم يفقد الأمل ولم يسلم بأنه أعمى، فهو يستغل دكانًا بالمنزل الذي تركه له والده ليدخن فيه الحشيش مع أصحابه ويغني لهم على العود بعد أن فشل بدراسته الأزهرية وفشل أن يصبح منشدًا، وباع البيت لتاجر المخدرات الهرم (نجاح الموجي) مقابل راتب يومي من الحشيش، والذي يخبأه بمنزل الأسطى حسن (محمد جبريل) ويرافق زوجته فتحيه (جليلة محمود)، وباع الهرم البيت لصبحي الفرارجي (نادر عبد  الغني) والذي أراد هدمه لبناء عمارة كبيرة، وساوم عطية (عثمان عبد المنعم) صاحب القهوة لتركها مقابل خلو، فلما رفض سلط عليه صبيانه، فطعنوه حتى رضخ، واكتشف الشيخ حسن أن البنت روايح (جيهان نصر) تخون زوجها الصائغ سليمان (أحمد كمال) بسبب إهماله لها، وبعد أن لجأ إليه للبحث عن روايح عند أمها عواطف (أمل إبراهيم)، ذهب معه الشيخ حسني ليكتشف هروب روايح مع عشيقها، واستعاد حسني ذكريات الصبا مع عواطف عندما كانا يلعبان عروسة وعريس، إتفقا على اللقاء بالغد عندما تخرج بناتها.
اكتشف الشيخ حسني أن ابنه يوسف المحبط بعد تخرجه من الجامعة وعدم حصوله على عمل، ويريد السفر للخارج، أنه على علاقة بالمطلقة فاطمة (عايدة رياض) والتي تركها زوجها العربي بعد أن قضى مأربه منها وسافر وأرسل لها ورقة الطلاق، ومما أزعجه أن يوسف فشل جنسيًا مع فاطمة، وبحث عن الهرم بالمكان الذي يسهر فيه وهو منزل الأسطى حسن، فلم يجده، فطلب منه أن يقضي حاجته بحمامه، والذي اكتشف أن الهرم كان مختبئا به، فظنه لصا، وكانت فضيحة، ولكن فتحية لبست ثوب البراءة ورفضت إتهام زوجها لها بالخيانة، وطردته من المنزل، وفشل ضابط المباحث في القبض على الهرم متلبسًا، لأنه يخفي البضاعة بمنزل فتحية، فلفق له تهمة حشيش ووضعه بالحجز، وتمكن الضابط من ضبط شلة الشيخ حسني وهي تحشش، ولكن حسني تمكن من الهرب، وظن أن الهرم هو الذي وشى به، فدخل له الحجز بزيارة ليتأكد منه، وهي الزيارة التي مكنت الهرم من استبدال ملابسه بالحجز، فأفرج عنه وكيل النيابة، واصطدم حسني بالشيخ عبيد (علي حسنين) الكفيف، وصحبه للسينما لمشاهدة فيلم أجنبي، وركب معه فلوكة بالنيل، وحاول صبيان الفرارجي إغراقهما ليترك الشيخ حسني الدكان، ومات عم مجاهد (أحمد سامي عبد الله) بياع الفول، واقام له حسني ليلة عزاء، نام فيها صبي الكهربائي (علي إدريس) ونسى الميكروفون مفتوحا أثناء حديث الشيخ حسني عن كل أسرار الحي ففضح الفرارجي والقهوجي والصايغ وأم روايح ويوسف، الذي نجح أخيرًا بعلاقته مع فاطمة، كما أفشى بمكان المخدرات عند فتحية، ليخرج من عندها الهرم مسرعًا والحشيش يتساقط منه، وصحب يوسف ابيه ليركبا موتوسيكلا يقوده الشيخ حسني، ويسقطون به في النيل، ولكنهم يخرجون سالمين.

## طاقم التمثيل
| - محمود عبد العزيز: الشيخ حسني - أمينة رزق: أم حسني - شريف منير: يوسف ابن الشيخ حسني - عايدة رياض: فاطمة - نجاح الموجي: الهرم - علي حسنين: الشيخ عبيد - أحمد كمال: سليمان | - عثمان عبد المنعم: المعلم عطية - أحمد سامي عبد الله: مجاهد - جليلة محمود: فتحية زوجة الأسطى حسن - أمل إبراهيم: عواطف أم روايح - صلاح صادق: المعلم رمضان - محمد الكيلاني: عبد الله صبي القهوة - نادية شمس الدين: أم فاطمة | - أيمن عبد الرحمن: سالم - جيهان نصر: روايح - محمد جبريل: الأسطى حسن - حلمي عبد الوهاب: الخواجة - عباس منصور: ضابط المباحث - ماجد حبشي: صبي الفرارجي - نادر عبد الغني: صبحي الفرارجي | - سامح السيد: وكيل النيابة - علي إدريس: صبي الكهربائي - الشيخ عيد: الشيخ حمادة الأبيض - أحمد برقوقة: شاب الحجز - علي إدريس: كهربائي الميكروفون في العزاء - محمد الجندي - سمير فتحي |

## الإصدار

### الاستقبال
حظي فيلم الكيت كات باهتمام نقدي وجماهيري فاق كل تصور، حيث استمر عرضه الجماهيري أكثر من عشرين أسبوعًا. هذا بالإضافة إلى الاحتفاء والقدير النقدي في الصحافة والمهرجانات.

### الجوائز
إشترك الفيلم في عدة مهرجانات محلية ودولية، ففي مهرجان الإسكندرية حصل على جوائز أفضل ممثل وسيناريو وتصوير وديكور. وفي مهرجان دمشق الدولي حصل على جائزة السيف الذهبي مناصفة مع فيلم كوبي وجائزة أفضل ممثل. أما مهرجان جمعية الفيلم فقد أهداه ثماني جوائز وهي: أفضل فيلم، أفضل إخراج، أفضل سيناريو، أفضل ممثل، أفضل مونتاج، أفضل موسيقى، أفضل ديكور، أفضل ملصق إعلاني.

## وصلات خارجية
- مقالات تستعمل روابط فنية بلا صلة مع ويكي بيانات